# Ducula carola
Ducula carola là một loài chim trong họ Columbidae.
Đây là loài đặc hữu của Philippines, loài này sinh sống trong rừng và rìa rừng. Đây là một loài dễ bị đe doạ do mất môi trường sống và săn bắn.

## Phân loại
Loài này lần đầu tiên được miêu tả là Ptilocolpa carola bởi Charles Lucien Bonaparte năm 1854. Danh pháp cụ thể carola được bắt nguồn từ tên của một con gái của Bonaparte, Charlotte Honorine Joséphine Pauline Contessa Primoli di Foglia.. Ba phân loài được công nhận:D. c. carola trên Luzon, Mindoro và Sibuyan; D. c. nigrorum trên Negros và Siquijor; and D. c. mindanensis trên Mindanao.

## Mô tả
Chiều dài tổng thể là 32–38 cm. Chim trống có đầu và cổ là màu xám tro. Lưng và cánh có màu xám, có đốm đen, một số bộ phận có bóng màu lục. Phần dưới của cánh màu xám nhạt. Đuôi có màu đen bóng. Cổ họng có màu trắng kem, ức có màu xám đậm với một trăng màu trắng, và bụng là hạt dâu đen. Bàn chân có màu tím hoặc hồng nhạtref name=Gibbs>Gibbs, David; Barnes, Eustace; Cox, John (2010). Pigeons and Doves: A Guide to the Pigeons and Doves of the World. A&C Black. tr. 531–532. ISBN 9781408135563.</ref>. Mũi màu đỏ, và mống mắt trắng. Đuôi có phần trên và không có trăng lưỡi liềm trắng trên vú của nó. Con vị thành niên giống với con cái, nhưng nó còn đờ đẫn hơn. Hai phân loài còn lại có thể được phân biệt bằng các kiểu lông trên ngực của họ và màu sắc của các phần trên của chúng.

## Phân bố và môi trường sống
Chim bồ câu được nhìn thấy là loài đặc hữu của Philippines. Loài này đã được ghi lại trên đảo Luzon, Mindoro, Sibuyan, Negros, Siquijor và Mindanao, nhưng có thể đã bị tuyệt diệt ở một số hòn đảo. Môi trường sống của nó là rừng và rìa rừng, bao gồm các khu vực có một số khai thác gỗ. Nó thường được tìm thấy dưới độ cao 2.000 m trên mực nước biển.

## Hành vi và sinh thái học
Chim bồ câu này thường được tìm thấy trong đàn của hơn 10 cá thể. Nó liên kết với chim bồ câu xanh lá cây. Những tiếng chim bồ câu của hoàng đế có tiếng kêu bao gồm po po po po, và hu hu hu hu call. Những con chim bị bắt giữ đưa ra những ghi chú thấp. Chúng ó ăn trái cây Eugenia và Ficus. Có thể giống từ tháng 2 đến tháng 7. Một tổ đã được ghi lại trong một rỗng trong một vách đá. Các đàn chim này phản ứng với sự sẵn có của thực phẩm bằng cách di chuyển khoảng cách rất xa hàng ngày và mùa màng. 